# Chama fria
Uma chama fria é uma chama com temperatura máxima abaixo de cerca de 400 °C (752 °F). Geralmente, é produzida em uma reação química de uma certa mistura combustível-ar. Ao contrário da chama convencional, a reação não é vigorosa e libera muito pouco calor, luz e dióxido de carbono. Os incêndios frios são difíceis de observar e são incomuns na vida cotidiana, mas são responsáveis pela detonação do motor — a combustão indesejável, errática e ruidosa de combustíveis de baixa octanagem em motores de combustão interna.

## História
Chamas frias foram descobertas acidentalmente na década de 1810 por Sir Humphry Davy, que estava inserindo um fio de platina quente em uma mistura de ar e vapor de éter dietílico.
“Quando o experimento de combustão lenta do éter é feito no escuro, uma luz fosforescente pálida é percebida acima do fio, que é mais distinta quando o fio deixa de ser aceso. Essa aparência está ligada à formação de uma substância volátil acre com propriedades ácidas". :79
Depois de perceber que certos tipos de chamas não queimavam seus dedos ou acendiam um fósforo, ele também descobriu que essas chamas incomuns podiam se transformar em convencionais e que, em certas composições e temperaturas, não exigiam uma fonte de ignição externa, como uma faísca. ou material quente.
Harry Julius Emeléus foi o primeiro a registrar seus espectros de emissão e, em 1929, cunhou o termo "chama fria".

## Parâmetros
| Composto              | TCF (°C) | TAI (°C) |
| --------------------- | -------- | -------- |
| Metil-etil-cetona     | 265      | 515      |
| Metil-isobutil-cetona | 245      | 460      |
| Álcool isopropílico   | 360      | 400      |
| n-acetato de butila   | 225      | 420      |

A chama fria pode ocorrer em hidrocarbonetos, álcoois, aldeídos, óleos, ácidos, ceras e até metano. A temperatura mais baixa de uma chama fria é mal definida e é convencionalmente definida como a temperatura na qual a chama pode ser detectada a olho nu em uma sala escura (chamas frias dificilmente são visíveis à luz do dia). Esta temperatura depende ligeiramente da razão combustível/oxigênio e depende fortemente da pressão do gás — há um limite abaixo do qual a chama fria não é formada. Um exemplo específico é 50% n-butano–50% oxigênio (em volume) que tem uma temperatura de chama fria (TCF) de cerca de 300 °C a 165 mmHg (22 kPa). Uma das mais baixas TCFs (156 °C) registradas foi a mistura de C2H50C2H5 + O2 + N2 a 300 mmHg (40 kPa). O TCF é significativamente mais baixo do que a temperatura de autoignição (TAI) da chama convencional (ver tabela).
Os espectros de chamas frias consistem em várias faixas e são dominados pelas azuis e violetas — portanto, a chama geralmente aparece em azul claro. O componente azul se origina do estado excitado do formaldeído (CH2O*), que é formado por meio de reações químicas na chama:

CH3O• + •OH → CH2O* + H2O
CH3O• + CHnO• → CH2O* + CHnOH
Uma chama fria não começa instantaneamente após a pressão e temperatura limiar serem aplicadas, mas tem um tempo de indução. O tempo de indução diminui e a intensidade do brilho aumenta com o aumento da pressão. Com o aumento da temperatura, a intensidade pode diminuir devido ao desaparecimento dos radicais peroxi necessários para as reações de brilho acima.
Chamas frias estáveis e auto-sustentadas foram estabelecidas pela adição de ozônio na corrente do oxidante.

## Mecanismo
Enquanto em uma chama comum as moléculas se quebram em pequenos fragmentos e se combinam com o oxigênio, produzindo dióxido de carbono (isto é, queimar), em uma chama fria, os fragmentos são relativamente grandes e facilmente se recombinam uns com os outros. Portanto, muito menos calor, luz e dióxido de carbono são liberados; o processo de combustão é oscilatório e pode durar muito tempo. Um aumento típico de temperatura após a ignição de uma chama fria é de algumas dezenas de graus Celsius, ao passo que é da ordem de 1000 °C para uma chama convencional.
A maioria dos dados experimentais pode ser explicada pelo modelo que considera a chama fria apenas como uma reação química lenta onde a taxa de geração de calor é maior do que a perda de calor. Este modelo também explica o caráter oscilatório da chama fria: a reação acelera à medida que produz mais calor até que a perda de calor se torne apreciável e extingue temporariamente o processo.